# Astragalus tremolsianus
Astragalus tremolsianus es una especie herbácea y perenne perteneciente a la familia de las plantagináceas. Adquiere el nombre en el año 1925, cuando fue descrita, 
en honor del naturalista Federico Tremols y Borrell.

## Distribución
Se localiza exclusivamente en las cumbres más altas de la Sierra de Gádor, en la provincia española de Almería, a partir de los 2 100 metros de altitud, en un área de aproximadamente 0,016 km², pero con una densidad de población relativamente elevada.

## Hábitat
Habita en dolinas con pastos arcillosos.

## Descripción
Se trata de una planta herbácea, que florece de mayo a julio, y de muy bajo porte. De carácter perenne, carece de tallo y posee una raíz gruesa. Cuenta con hojas de entre 3 y 8 centímetros en roseta basal. Presenta inflorescencias sentadas en el centro de la roseta y una corola de color amarillo de 15 mm.
Su fruto es una legumbre muy pelosa de unos 10 milímetros.
Su pariente más cercano es el Astragalus numularius, que se puede encontrar en el Mediterráneo oriental.

## Amenazas
Los ejemplares hallados de la especie han sido protegidos con una malla metálica, ya que son alimento de cabras, aunque esto también colabora en la dispersión de semillas.